# ドラゴン・プロジェクト
『ドラゴン・プロジェクト』（原題：精武家庭、House Of Fury）は、2005年の香港映画。

日本では、2005年の第18回東京国際映画祭アジアの風部門で上映の後、2006年に『エンター・ザ・フェニックス』と同日に公開された 。

## キャスト
| 役名         | 俳優                       | 日本語吹替 |
| ------------ | -------------------------- | ---------- |
| シウボウ     | アンソニー・ウォン         | 江原正士   |
| ニッキー     | スティーブン・フォン       | 置鮎龍太郎 |
| ナタリー     | ジリアン・チョン           | 甲斐田裕子 |
| エラ         | シャーリーン・チョイ       | 佐々木亜紀 |
| ジェイソン   | ダニエル・ウー             | 三木眞一郎 |
| ロッコ       | マイケル・ウォン           | 山野井仁   |
| チウおじさん | ウー・マ                   | 麦人       |
| 暗殺者       | ジョシー・ホー             |            |
| ネルソン     | ジェイク・ストリックランド | 沢城みゆき |

- その他の声の吹き替え：樋口あかり／中村浩太郎／植倉大／安齋龍太

## スタッフ
- 監督、脚本：スティーブン・フォン
- 製作：ウィリー・チャン、ソロン・ソー
- 製作総指揮：ジャッキー・チェン
- 撮影：プーン・ハンサン
- 音楽：ピーター・カム
- 武術指導：ユエン・ウーピン

## DVD
- 『ドラゴン・プロジェクト 特別版』　エスピーオーから2006年11月3日発売

## 参考
- 「シネマトピックスオンライン」　作品紹介